# IPhone 5S
iPhone 5S (chữ 's' viết thường cách điệu trên sản phẩm: iPhone 5s) là điện thoại thông minh do Apple Inc. phát triển, thuộc dòng sản phẩm điện thoại iPhone và được mở bán ngày 20 tháng 9 năm 2013. Apple đã tổ chức một sự kiện để công bố chính thức dòng điện thoại phân khúc cao cấp này, cùng với chiếc điện thoại phân khúc trung cấp iPhone 5C vào ngày 10 tháng 9 năm 2013.
Tương tự với phương thức đã áp dụng cho iPhone 3GS và iPhone 4S, iPhone 5S là một phiên bản cải thiện của sản phẩm tiền nhiệm iPhone 5. Chiếc điện thoại có thiết kế gần như tương tự với sản phẩm tiền nhiệm, bên cạnh đó có một thiết kế nút home mới sử dụng đá sapphire cắt laze được bao quanh bởi một vòng kim loại, Touch ID, một hệ thống nhận dạng vân tay được gắn trực tiếp vào nút home, có thể dùng để mở khoá điện thoại và xác thực các giao dịch trên App Store và iTunes Store. Ngoài ra chiếc điện thoại còn có một camera cải tiến với khẩu độ lớn hơn và đèn flash LED kép được tối ưu hoá cho các điều kiện nhiệt độ màu khác nhau. iPhone 5S được trang bị bộ vi xử lý lõi kép A7, bộ vi xử lý 64-bit (ARMv8-A) đầu tiên được dùng trên điện thoại thông minh, đi kèm với một "bộ đồng xử lý chuyển động" M7, một bộ xử lý chuyên dùng để xử lý các dữ liệu chuyển động từ gia tốc kế và con quay hồi chuyển của điện thoại mà không cần sự can thiệp của bộ xử lý chính. Đây cũng là thiết bị đầu tiên của Apple được cài đặt phiên bản mới nhất của hệ điều hành di động iOS, iOS 7, với giao diện hoàn toàn mới và nhiều tính năng mới khác.
Sản phẩm chủ yếu nhận được sự đón nhận tích cực, một số nguồn tin còn cho rằng gây là điện thoại thông minh tốt nhất trên thị trường bởi được trang bị phần cứng cải tiến, Touch ID, và nhiều sự thay đổi khác do iOS 7 mang lại. Tuy nhiên, một số người chỉ trích iPhone 5S vì thiết kế quá giống các sản phẩm tiền nhiệm, trong khi số khác tỏ ra lo ngại vấn đề an ninh với hệ thống Touch ID. iPhone 5S, cùng với iPhone 5C, đã bán được chín triệu máy vào dịp cuối tuần đầu tiên mở bán, phá kỷ lục doanh số iPhone trước đây của Apple. iPhone 5S là điện thoại bán chạy nhất của hầu hết các nhà mạng chính tại Mỹ tháng 9 năm 2013.

## Các dòng sản phẩm
| Dòng thời gian của các mẫu iPhone         |
| ----------------------------------------- |
| Xem thêm: Timeline of Apple Inc. products |

Nguồn: Apple Newsroom Archive